# پرچم سنگال

پرچم کنونی سنگال

پرچم سنگال در ۱۹۵۸

پرچم سنگال با تناسب ۲:۳ در ۲۰ اوت (یا سپتامبر) ۱۹۶۰ پذیرفته شد. این پرچماهج از سه نوار هم‌اندازهٔ عمودی سبز (در سمت اهتزاز پرچم)، زرد در میان و قرمز تشکیل شده که یک ستارهٔ سبزرنگ کوچک پنج‌پر نیز در میانهٔ نوار زردرنگ قرار گرفته است. این رنگ‌ها رنگ‌های پان-آفریقایی هستند که نخست در پرچم کشورهای اتیوپی و غنا به‌کار رفتند.
از نظر نمادشناسی رنگ سبز نشانهٔ اسلام، پیشرفت و امید، رنگ زرد نشانهٔ ثروت طبیعی و رنگ قرمز نماد عزم و فداکاری است. ستارهٔ سبزرنگ نیز نماد اتحاد و امید است.
پرچم سنگال از نظر ترتیب رنگ‌ها به پرچم کشور همسایه اش مالی شباهت دارد و در ترتیب معکوس آنها شبیه پرچم دیگر کشور همسایه‌اش گینه است.

## نگارخانه